# FC Aarau
El FC Aarau 1902 es un club de fútbol suizo, de la ciudad de Aarau en Cantón de Argovia. Fue fundado en 1902 y juega en la Challenge League.

## Historia
Se fundó el 26 de mayo de 1902 decidiéndose que sus colores fueran los del escudo de armas de la ciudad -negro, blanco y rojo-. Jugó por primera vez en la Serie A en 1907. Diez años después de la creación del club ganó el campeonato suizo al imponerse por 3 a 1 al Etoile La Chaux-de-Fonds.
En 1933 descendió de la división superior sin obtener ni una sola victoria y en la temporada 1935/36) se despidió de la escena nacional durante varias décadas.
El 13 de junio de 1981, Aarau celebró un famoso regreso a Nationalliga A con una victoria por 3-1 contra el  Vevey Sports. Un año después, ganó en la Copa de la Liga contra el FC St. Gallen gracias a un gol fuera de casa de René Rietmann. Un solo gol también aseguró la victoria contra Neuchâtel Xamax en la final de la Copa Suiza de 1985, cuando un tiro lejano de Walter Iselin aseguró la única victoria de la única Copa del Aarau, lograda bajo las órdenes del entrenador Ottmar Hitzfeld.Esta fue la partida para el período más exitoso en la historia del club, junto con las aventuras europeas contra Estrella Roja de Belgrado, Lokomotive Leipzig y AC Milán. 
Después de una derrota en la final de la copa de 1989, consiguió su mayor logro en la temporada 1992/93 cuando el 5 de junio de 1993 se hizo con la Liga Suiza.
Entre 1993 y 1997, el club se clasificó cinco veces seguidas para las competiciones europeas antes de que tuviera una época cuyos objetivos eran salvar la categoría. Se ganaron un gran número de batallas contra el descenso hasta que en 2010 cayó a la Segunda División Suiza. Después de tres años en la segunda división regreso a la Super League para en 2015 volver a descender.

## Jugadores

### Jugadores destacados
| - Hocine Achiou - Djamel Mesbah - Harutyun Vardanyan - David Zdrilic - Emanuel Pogatetz - Alain Gaspoz - Didi - Ratinho - Petar Aleksandrov - Ivo Georgiev - Wilfried Hannes - Werner Olk - Mario Mutsch - Jeff Saibene - Saša Ćirić - Wynton Rufer - Marek Citko - Cezary Kucharski | - Daniel Opriţa - Mark Fotheringham - Goran Antić - Rainer Bieli - Sven Christ - Philipp Degen - Patrick de Napoli - Mario Eggimann - Fabrice Ehret - Heinz Hermann - Andreas Hilfiker - Gökhan Inler - Stephan Keller - Ciriaco Sforza - Pascal Zuberbühler - Serhiy Skachenko - Eugenio La Rosa |

## Palmarés

### Torneos nacionales
- Superliga Suiza (3): 1912, 1914, 1993
- Copa Suiza (1): 1985
- Copa de la Liga Suiza (1): 1982
- Challenge League (1): 2013

## Participación en competiciones de la UEFA
| Temporada | Torneo                | Ronda          | Club                     | Ida          | Vuelta       | Global |
| 1985/86   | Cup Winners Cup       | 1              | Estrella Roja            | 0:2 (Visita) | 2:2 (Casa)   | 2:4    |
| 1988/89   | UEFA Cup              | 1              | 1. FC Lokomotive Leipzig | 0:3 (Casa)   | 0:4 (Visita) | 0:7    |
| 1993/94   | UEFA Champions League | Clasificatoria | Omonia Nicosia           | 1:2 (Visita) | 2:0 (Casa)   | 3:2    |
| 1993/94   | UEFA Champions League | 1              | AC Milan                 | 0:1 (Casa)   | 0:0 (Visita) | 0:1    |
| 1994/95   | UEFA Cup              | Clasificatoria | NK Mura                  | 1:0 (Casa)   | 1:0 (Visita) | 2:0    |
| 1994/95   | UEFA Cup              | 1              | CS Marítimo Funchal      | 0:0 (Casa)   | 0:1 (Visita) | 0:1    |
| 1996/97   | UEFA Cup              | Clasificatoria | FC Lantana Tallinn       | 4:0 (Casa)   | 0:2 (Visita) | 4:2    |
| 1996/97   | UEFA Cup              | 1              | Brøndby IF               | 0:5 (Visita) | 0:2 (Casa)   | 0:7    |